# Otterhampton
Otterhampton är en ort och civil parish i Storbritannien.   Den ligger i grevskapet Somerset och riksdelen England, i den södra delen av landet, 210 km väster om huvudstaden London. Otterhampton ligger 18 meter över havet och antalet invånare är 831.
Terrängen runt Otterhampton är platt åt nordost, men åt sydväst är den kuperad. Havet är nära Otterhampton åt nordväst. Runt Otterhampton är det ganska tätbefolkat, med 179 invånare per kvadratkilometer. Närmaste större samhälle är Weston-super-Mare, 19,5 km norr om Otterhampton. Trakten runt Otterhampton består till största delen av jordbruksmark.